# Die schlaue Susanne
Die schlaue Susanne ist eine komische Oper in zwei Akten (acht Bildern) von Franz Xaver Lehner. Das Libretto basiert auf dem Lustspiel La discreta enamorada von Lope de Vega in der deutschen Bearbeitung von Hans Schlegel. Das Werk erlebte seine Uraufführung am 13. Januar 1952 in Nürnberg. 

## Orchester
Zwei Flöten, zwei Oboen, zwei Klarinetten, zwei Fagotte, vier Hörner, zwei Trompeten, drei Posaunen, eine Tuba, eine Pauke, ein Schlagzeug, eine Celesta und Streicher

## Bildfolge
1. Akt, 1. Bild: Zimmer, 2. Bild: Straße, 3. Bild: Park, 4. Bild: Straße, 5. Bild: Zimmer;
 2. Akt, 6. Bild: Straße, 7. Bild: Straße, 8. Bild: Zimmer

## Handlung
Die verwitwete, aber noch in den besten Jahren stehende Seniora Belisa lebt allein mit ihrer hübschen Tochter Susanne in Madrid. In der Nachbarschaft wohnt der alte Kapitän Bernardo mit seinem Sohn Lucindo. Den himmelt Susanne an und wünscht sich nichts sehnlicher, als dass er möglichst bald um ihre Hand anhalte. Lucindo aber fühlt sich zu der Halbweltdame Gerarda hingezogen. Eines Tages kündigt der Kapitän bei den Damen seinen Besuch an. Beide sind freudig erregt; doch als Bernardo dann kommt und nur Interesse für die Tochter bekundet, schlägt die Euphorie rasch in Enttäuschung um. 
Als Lucindo Gelegenheit findet, Susanne näher kennenzulernen, entflammt sein Herz sofort für dieses Mädchen und lässt ihn rasch Gerarda vergessen. Die jungen Menschen gestehen sich ihre Liebe. Susanne versteht es, das Schicksal so zu lenken, dass nach allerlei Irrungen und Wirrungen schließlich nicht nur sie und Lucindo, sondern auch ihre Mutter und der Kapitän ein Paar werden.

## Musik
Die schlaue Susanne ist eine Unterhaltungsoper par excellence mit den Mitteln einer erweiterten Tonalität, einem witzigen Parlando und einem differenzierten Rhythmus. Sie kommt ohne Chor und ohne Ballett aus. 